# Ansoft
 Ansoft — компания, входящая в состав корпорации ANSYS, Inc.., занимается разработками программного обеспечения для автоматизации проектирования электронных приборов и устройств (САПР электроники). Компания основана в 1984 году, штаб-квартира расположена в Питсбурге, Пенсильвания, США. 1 августа 2008 года компания вошла в состав (была куплена) компании ANSYS. Продукты компании Ansoft расширяют и углубляют линейку программных продуктов Ansys, предназначенных для инженерного моделирования и отличающихся повышенной функциональностью и совместимостью.
В компании Ansoft трудятся несколько сот человек. Программные продукты распространяются через офисы, расположенные по всему миру. Основателем компании Ansoft является доктор Золтан Цендес  (Zoltan Cendes), бывший профессор Университета Карнеги-Меллона и сотрудник Института инженеров по электротехнике и радиоэлектронике (IEEE).

## Программные продукты
- Ansoft Designer — разработка высокопроизводительных СВЧ/ВЧ-устройств и систем.
- HFSS — электродинамическое моделирование трехмерных СВЧ-структур методом конечных элементов
- Nexxim — моделирование и анализ интегральных схем
- Q3D Extractor — 3D/2D расчёт паразитных параметров при проектировании электроники
- SIwave — анализ целостности сигнала в печатных платах и корпусах интегральных схем
- TPA — автоматический расчёт паразитных параметров в корпусах интегральных схем
- Maxwell — 3D/2D моделирование электромагнитного поля
- PExprt — разработка электромагнитных устройств и компонентов
- RMxprt — разработка электрических механизмов
- Simplorer — разработка мультидоменных систем
- Ansoft Links — импорт EDA компоновок и CAD моделей
- Distributed Analysis — распараллеленный расчёт
- ePhysics — объединённый анализ тепловых и механических нагрузок
- Full-Wave SPICE — широкополосные SPICE-модели
- Optimetrics — параметрический анализ и оптимизация
- ParICs — автоматическое создание геометрии корпуса интегральной схемы